# Zambo (casta)

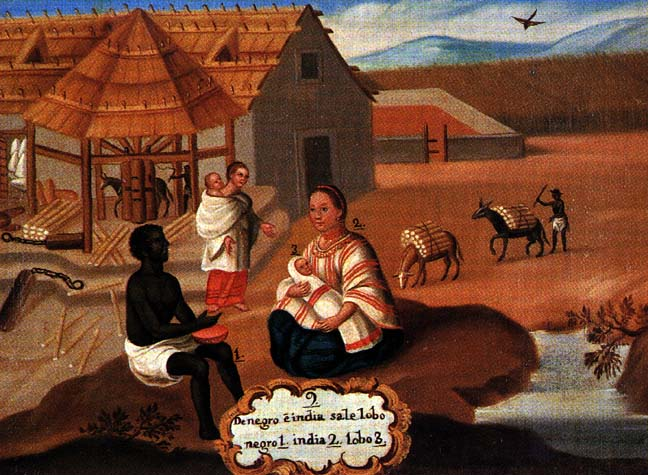
Una representación de zambo en una «Pintura de Castas» de la era virreinal. «De negro e india sale lobo».

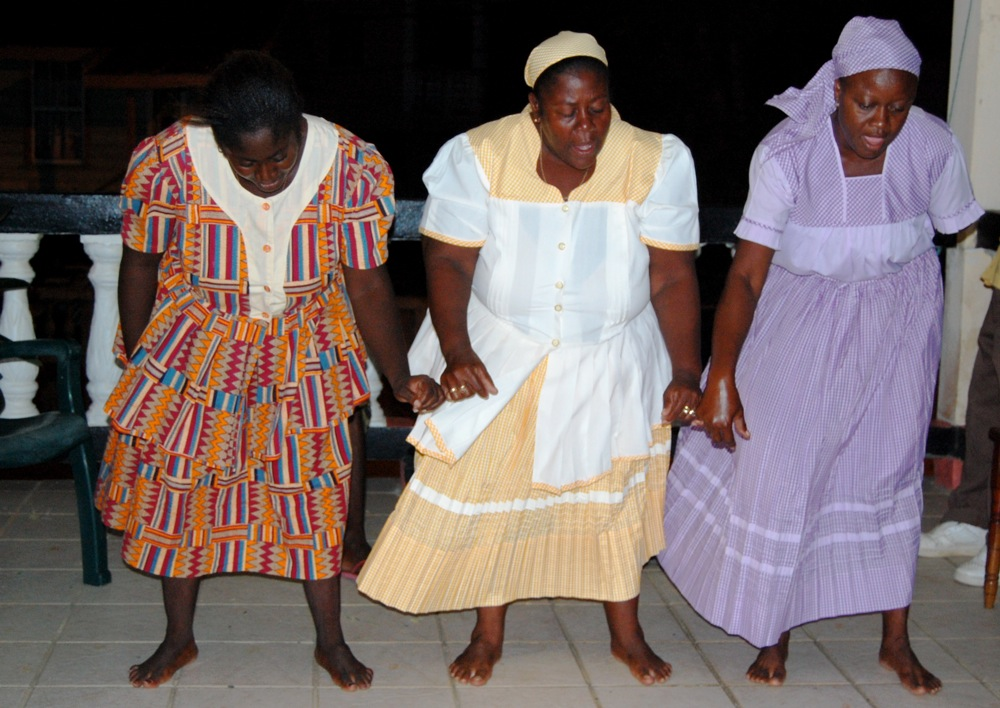
En el marco del término anticuado "zambo", los garífunas son "zambos" (mestizos de amerindios y africanos).

Se llamaba zambo (cafuzo en Brasil, lobo en México, y garífuna en la costa oriental caribeña o atlántica de Honduras, Nicaragua, Guatemala y Belice) al individuo nacido del mestizaje de una persona negra con una persona indígena americana.
Los europeos categorizaron a los grupos humanos presentes en el periodo colonial americano como blancos, indios y negros, y sus cruces como mestizos, mulatos y zambos.

## Aspectos demográficos
En varias regiones de América, los cambios demográficos fueron drásticos después de 1542 y, más tarde, debido al comercio de esclavos (práctica común en tiempos del Renacimiento en Europa), se propició que en algunas regiones consideradas colonias se encontraran personas de culturas y características genéticas distintas; esta interacción social pronto terminó en uniones entre personas de distintas razas.
Bajo el sistema de castas existente en la América hispana de la Colonia, el término zambo originalmente se aplicaba a los hijos de una persona africana y una amerindia, o a los hijos de dos zambos. Durante este periodo existían otros términos que denotaban el porcentaje mayor o menor de los zambos: es el caso del término «cambujo», que se refería a los descendientes de un zambo y un amerindio. Actualmente, zambo se utiliza para hacer referencia a todas las personas con una cantidad significativa de ancestros africanos y amerindios.
Un censo realizado en 1610 en la Villa Imperial de Potosí, da cuenta que entre los 160 000 pobladores, se encontraron "6 000 negros,mulatos y zambos de entreambos sexos".
Este mestizaje es muy frecuente en el Brasil (particularmente en Pará, Amapá, Bahía y Maranhão), la región costera de Ecuador (Guayas, Esmeraldas, Santa Elena, Manabí), Venezuela y Panamá. En la costa caribeña de Centroamérica, grupos específicos son conocidos como garífunas o misquitos.
En Argentina, Paraguay y Uruguay la cantidad de elementos que podrían considerarse zambos puros es muy baja, ya que la mayoría ha desaparecido al producirse el mestizaje con indígenas, con blancos o con mestizos; sin embargo, en los estratos sociales bajos es frecuente encontrar gente con rasgos tipo zambo. En Argentina, la población zamba se concentró principalmente en la provincia de Santiago del Estero, donde se encontraba la escasa población negra.
En Chile, los zambos se dieron en la Región de Atacama, donde radicaron los pocos negros que vivían en Chile, principalmente en la zona central, y que, al abolirse la esclavitud alrededor de 1820, emigraron hacia el norte en busca de mejores perspectivas económicas, por cuanto al ser libres dejaron de ser atractivos para los hacendados y terratenientes, pues el hecho de que los negros fueran libres significaba que había que pagarles, aumentando los costos de producción, situación que los hacendados y terratenientes de la zona central no podían permitirse, considerando que, a consecuencia de la Guerra de Independencia, la economía chilena estaba casi destruida, y la agricultura en ruinas. Todo ello significó que una gran masa de negros libertos quedara desocupada, y, de esta masa, muchos emigraron al norte, donde además del clima benigno, el incipiente negocio minero estaba ávido de mano de obra, ojalá fuerte y de bajo costo. Esa masa emigrada al norte se mezcló con los indígenas locales, de cuyas uniones surgió una cantidad importante de zambos. Es importante señalar que durante la colonia, la zona de Atacama-Copiapó era una de las zonas chilenas con índices más bajos de población, y dentro de esta escasez era aún más escasa la presencia blanca española; por ello, hoy en día es muy fácil ver en la ciudad de Copiapó personas con rasgos zambos, resultado de la fusión afroindígena.
En el Pacífico panameño y colombiano existe una considerable población mestizada de negros y amerindios, si bien el componente negro parece ser menos importante, y existe además cierta mezcla española.
Los amerindios, en su mayor parte, también acosados por el sistema social de los colonizadores europeos, fueron comprensivos con los esclavos escapados, a los que proporcionaron cobijo y alimento, y cuyos hijos pudieron unirse con los descendientes de los indígenas. Tal es el caso del conocido como "Reino Zambo de Esmeraldas", en el norte de Ecuador. En dos ocasiones, grupos de esclavos negros embarcados en naves españolas lograron escapar y encontraron refugio en las poblaciones indígenas de la zona, adoptando sus costumbres e integrándose socialmente. En dos ocasiones, grupos de esclavos negros embarcados en naves españolas lograron escapar y encontraron refugio en las poblaciones indígenas de la zona, adoptando sus costumbres e integrándose socialmente.
Al igual que durante el periodo esclavista de los Estados Unidos, existen casos en la historia latinoamericana de africanos y amerindios unidos, formando asentamientos para defenderse frente a los colonos europeos y a los esclavistas. Así, en América Latina existen varias muestras de estos asentamientos conjuntos de africanos y amerindios (llamados quilombos), como es el caso del quilombo de Palmares, en Brasil, que durante su periodo de mayor apogeo llegó a tener una población de 30 000 habitantes. La palabra zambo ha sido utilizada posteriormente con una fuerte connotación racista para referirse a todo descendiente de africanos.

## Actualidad
En Panamá se encuentra el mayor porcentaje de población zamba en el mundo (14%)[cita requerida]. Actualmente, los zambos representan un grupo considerable en países del noroeste de América del Sur, como la costa del Pacífico de Ecuador. Un grande pero reseñable número de zambos es resultado de recientes uniones entre mujeres amerindias y hombres descendientes de africanos. En Brasil, las comunidades existentes (sobre todo en la zona noroccidental del país) se denominan cafuzos.
En Honduras son conocidos como garífunas, cuyo origen e historia están desligados de los zambos que habitan en otros países del Caribe y de América Central (República Dominicana, Belice y Nicaragua). Ejemplos de zambos o de personas con ascendencia zamba destacados son el ex dictador panameño Manuel Antonio Noriega, el exfutbolista chileno Jean Beausejour, o el cantante argentino King África.

## Racismo y discriminación
Las poblaciones de ancestros africanos y amerindios han sido generalmente marginadas y discriminadas.
En marzo de 2008, el entonces senador estadounidense Barack Obama reflejó en un discurso la difícil situación que presentan las poblaciones de ancestros africanos y amerindios, con lo que demostró su preocupación por la población zamba de su país.